# Ruziba
Ruziba è una circoscrizione rurale (rural ward) della Tanzania situata nel distretto di Biharamulo, regione del Kagera. Conta una popolazione di 12 090 abitanti (censimento 2012).